# Теруельсько-Альбаррасінська діоцезія
Теруе́льсько-Альбаррасі́нська діоцезія (лат. Dioecesis Terulensis et Albarracinensis; ісп. Diócesis de Teruel y Albarracín) — діоцезія римського обряду Католицької церкви в Іспанії, з центрами у містах Теруель і Альбаррасін.  Входить до складу Сарагоської церковної провінції. Суфраганна діоцезія Сарагоської архідіоцезії. Заснована 11 серпня 1984 року. Голова — єпископ Теруельський і Альбаррасінський. Центральні храми — Теруельський і Альбаррасінський собори.  Площа — 11,867 км². Населення — 93,600 ос.; з них католики — 89,750 ос. (95.9%). Чинний голова — Карлос Мануель Ескрібано Субіас, єпископ Теруельський і Альбаррасінський.

## Єпископи
Єпископи Теруельські
- 16 січня 1874 — 12 вересня 1876: Вікторіано Гісасола-Родрігес
- Карлос Мануель Ескрібано Субіас

## Статистика
Згідно з «Annuario Pontificio» і Catholic-Hierarchy.org:
| Рік  | Населення | Населення | Населення | Священики | Священики | Священики | Священики           | Диякони | Ченці    | Ченці | Парафії |
| Рік  | католики  | загалом   | %         | загалом   | секулярні | ченці     | вірних на священика | Диякони | чоловіки | жінки | Парафії |
| ---- | --------- | --------- | --------- | --------- | --------- | --------- | ------------------- | ------- | -------- | ----- | ------- |
| 1950 | 100.787   | 100.795   | 100,0     | 153       | 137       | 16        | 658                 |         | 28       | 185   | 136     |
| 1970 | 127.720   | 127.720   | 100,0     | 261       | 220       | 41        | 489                 |         | 97       | 266   | 252     |
| 1980 | 100.345   | 100.494   | 99,9      | 192       | 173       | 19        | 522                 | 1       | 45       | 266   | 261     |
| 1990 | 98.010    | 98.102    | 99,9      | 164       | 148       | 16        | 597                 |         | 44       | 234   | 261     |
| 1999 | 88.362    | 88.709    | 99,6      | 153       | 133       | 20        | 577                 |         | 40       | 202   | 262     |
| 2000 | 86.983    | 87.294    | 99,6      | 152       | 133       | 19        | 572                 |         | 33       | 201   | 262     |
| 2001 | 86.352    | 86.968    | 99,3      | 150       | 131       | 19        | 575                 |         | 41       | 193   | 262     |
| 2002 | 89.631    | 90.625    | 98,9      | 148       | 129       | 19        | 605                 |         | 42       | 179   | 262     |
| 2003 | 84.324    | 85.823    | 98,3      | 142       | 128       | 14        | 593                 |         | 36       | 169   | 262     |
| 2004 | 87.932    | 89.533    | 98,2      | 140       | 125       | 15        | 628                 |         | 30       | 154   | 262     |
| 2010 | 89.750    | 93.600    | 95,9      | 120       | 105       | 15        | 747                 |         | 37       | 113   | 262     |
| 2014 | 90.100    | 91.700    | 98,3      | 118       | 105       | 13        | 763                 |         | 37       | 72    | 259     |